# Миндруль, Дмитрий Анатольевич
Дмитрий Анатольевич Миндруль (род. 10 июля 1991, Новосибирск, Россия) — российский сноубордист, выступающий в хафпайпе, слоупстайле и биг-эйре. Мастер спорта России.
- Серебряный призёр чемпионата России по сноуборду в слоупстайле (2014);
- Бронзовый призёр Зимней Всемирной Универсиады 2009 в биг-эйре;
- Многократный бронзовый и серебряный призёр этапов Кубка Европы в хафпайпе и биг-эйре;
- Бронзовый призёр чемпионата России по сноуборду в хафпайпе (2013);
- Бронзовый призёр чемпионата России по сноуборду в биг-эйре (2012).
- Cеребряный призёр чемпионата России по сноуборду в хафпайпе (2011);

Тренер сборной России по сноуборду (назначен с 1 июня 2020 года).

### Семья
Супруга — Седова Любовь Борисовна (юрист).
Дочь — Миндруль Милла Дмитриевна.